# 十津川村立西川第二小学校
十津川村立西川第二小学校（とつかわそんりつ にしがわだいにしょうがっこう）は、奈良県吉野郡十津川村大字出谷にあった公立小学校である。

## 概要
十津川村の南西部を校区としていた小学校である。熊野川（十津川）の支流である西川の上湯川流域の大半が校区であった。
2015年度の児童数は6（1年生2、2年生0、3年生0、4年生2、5年生2、6年生0）、教員数5、職員数2。

## 沿革
- 2017年（平成29年）4月1日 - 十津川村立平谷小学校・十津川村立西川第一小学校と統合し十津川村立十津川第二小学校が開校したことに伴い閉校[3]。

## 通学区域
十津川村のうち、出谷（松柱を除く）、および上湯川。

## 主な進学先
公立学校の場合は、十津川村立西川中学校、同校閉校後は十津川村立十津川中学校へ進学していた。　

## アクセス
十津川村営バス殿井下バス停から133m。

## 周辺
- 奈良県道735号